# 秘曲 笑傲江湖
『秘曲 笑傲江湖』（ひきょく しょうごうこうこ、原題：笑傲江湖、拼音: Xiàoào jiānghú）は、中国および中華圏（台湾、シンガポール、華僑・華人コミュニティ等）で著名な小説家金庸の武俠小説。

## 概要
1967年から1969年まで『明報』で連載された。正派華山派の主人公、令狐冲（れいこ ちゅう）を中心に、秘伝書を巡る陰謀、正派と魔教の戦い、魔教内部のクーデター、正派どうしの併呑など、数々の事件が巻き起こる。金庸の作品のなかでも最も絶賛されている傑作。
タイトルの「笑傲江湖」は、立場の違いから正派・邪派に分かれてはいるが、それでも友情を貫いた二人の男が作った簫（笛の一種）と琴の合奏曲。その意味するところは、「江湖のしがらみを笑い飛ばす」。正と邪の対立は曖昧なものだ、というテーマを象徴するかのように、主人公令狐冲（正派）と、ヒロイン任盈盈（邪派）もときおり「笑傲江湖」を演奏し、互いの愛情を深め合っている。
令狐冲の「冲」字は「虚しい、空っぽ」と同義の字であり「盈」字は「満たす、一杯にする」の意。『老子』第四章に「道冲而用之或不盈。淵乎似萬物之宗」（道は冲なれど之を用うれば或いは盈たず。淵として萬物の宗に似る）とある。また第二十四章には「大盈若冲、其用不窮」（大盈は冲しきが若く、其の用は窮まらず）とある。
作品中の人々の習俗や官職名から、時代は明だと推測される。香港映画『スウォーズマン』シリーズでは明代と明記している。また、作中の魔教・日月神教は『明報』で連載時、「朝陽神教」という名だった。

## 登場人物
令狐冲（れいこちゅう）
お人よしで陽気で大酒飲みな物語の主人公。華山派の一番弟子。そのおおらかな性格ゆえに善悪を問わず多くの人間から慕われる。臨機応変に事態に対処できるが、深慮遠謀があるというわけではないので、良かれと思ってしたことが自身を追いつめてしまうことがある。
平凡な腕前の剣士であったが、奇縁により独孤九剣を習得し武林屈指の剣法の使い手となる。桃谷六仙のせいで重い内傷を負って内功の全てを失ってしまう。その後、たまたま魔教の奥義・吸星大法を習得し内功を復活増幅する。さらには少林寺の内功の奥義易筋経も会得している。
剣術においては無敵であるが徒手空拳は不得手で、特に掌法が大の苦手。
任盈盈
日月神教の要人にして任我行の一人娘。令狐冲に妹弟子岳霊珊への恋心を吐露されたことから（このとき令狐冲は盈盈が老婆だと思っていた）彼を思慕するようになる。しかし、プライドの高さが災いし、当初は想いを打ち明けられないでいた。日月神教の毒消しを与えるため江湖の輩から敬われる。
令狐冲に老婆と勘違いされていたこと、また本人も老婆として振舞っていたことから、令狐冲からは「お婆さん」と呼ばれたりする。
任我行
盈盈の父。魔教日月神教の前教主。武功の使い手。東方不敗の姦計にはまり教主の座を追われ西湖の湖底に監禁された。令狐冲らによって解放された後、東方不敗への復讐に燃える。
他者の内功を吸収する「吸星大法」を編み出し、強力な内功を誇る。
岳不群
華山派総帥。「君子剣」の異名を持つ華山派の「不」字輩。華山派気宗の流れを組むことから気功の大家であり、華山派の絶技「紫霞功」を会得している。捨て子だった令狐冲を引き取り育てた。弟子の令狐冲とは異なり、深慮遠謀をめぐらす野心家であることから、各所で「偽君子」の渾名で呼ばれる。
尚「群」の字は「君」の下に「羊」と書く（羣）。
寧中則
岳不群の妻。岳不群の妹弟子にあたり、彼女自身も優れた剣術の使い手として知られている。令狐冲へは母親代わりの存在として実の息子同然の愛情を向け、岳不群が令狐冲に冷淡な態度をとりついには破門したのちも、令狐冲を信じて愛し続けた理解者であった。物語終盤にて、令狐冲の誠実さと岳不群の不実さの落差を目の当たりにし、絶望して自ら命を絶った。
岳霊珊
岳不群・寧中則の娘。令狐冲を慕っていたが、林平之の入門後、彼と恋に落ちる。これによって令狐冲に冷淡な態度をとるようになり、最終的に彼を手酷く振った後に林平之と結婚するが、後のその林平之の凶刃にかかって殺されてしまう。
林平之
福建の運送業を生業とする「福威鏢局」の跡取り。かつて無敵を誇った曽祖父の武芸「辟邪剣譜」を狙う青城派に両親を殺され復讐に燃える。青城派に対抗しうる武芸を身につけるため華山派に入門。後に辟邪剣譜を習得する。
東方不敗
日月神教の教主。「会得すれば武林に敵なし」といわれる『葵花宝典』を会得している。その実力はすさまじく令狐冲、任我行ら屈指の使い手四人が束になっても敵わなかった。
曲洋
日月神教の人物。衡山派副総帥・劉正風と音楽を通じて友情を結ぶ。劉正風と共に嵩山派の手にかかり命を落とす。その際『笑傲江湖』の譜を令狐冲に託し、これが彼の運命を翻弄することになる。
笑傲江湖は曲洋が29基の墳墓を発掘し探し当てた晋の嵆康（竹林の七賢の一人）が作曲した「広陵散」を編曲したもので琴と簫の合奏曲。
左冷禅
嵩山派総帥。岳不群に勝るとも劣らぬ野心家で、嵩山・華山・恒山・衡山・泰山の五派を合併し、その頂点に立とうと陰謀をめぐらせる。
傲岸不遜で厚かましく、自分の利になる事ならどんな汚い事も平然と行う性格であり、任我行をして「面の皮の厚さは天下一」と言わしめたほど。
定閒師太
恒山派総帥。穏やかな性格の老尼。左冷禅の五派併合に反対し何者かに暗殺される。死の間際に令狐冲を恒山派総帥に任じ息を引き取る。
江湖を歩くことはあまりないが各派の武術や武芸者の人となり、行いに詳しい。
儀琳
恒山派の尼僧で、心優しい美少女。田伯光に襲われ、貞操の危機を助けられた事をきっかけに令狐冲を思慕するようになる。
莫大先生
衡山派総帥。「瀟湘夜雨」の異名を持つ。貧相な姿をしているが武術の腕は一流。胡弓に仕込んだ剣で闘う。悲しげな旋律をかき鳴らしながら現れ、令狐冲をたびたび危機から救った。
風清揚
華山派剣宗の長老。縁あって令狐冲に独孤九剣を授ける。かつて独孤九剣で一世を風靡した伝説的な人物。
田伯光
「万里独行」の二つ名を持ち、江湖の色魔（いわゆる強姦魔。江湖では男性に対する最大の侮辱表現としても使われる）として悪名を馳せており、とにかく女に目が無い。儀琳を襲い、関係を無理矢理持とうとしたところを令狐冲に邪魔されて激怒し、戦いを挑むが破れる。彼とは後に戦いを通じて友情を結び、彼を知己として慕っている。実は想いを寄せていた女性に手酷く振られたことが原因で女好き、ひいては色魔となった過去がある。
後に令狐冲が率いることとなった尼僧集団恒山派に坊主となり入門。
余滄海
青城派総帥。林家の辟邪剣譜を狙い林家の者を殺戮する。身長が低くそれがコンプレックスとなっている。小者という雰囲気が非常に強く、任我行に「軽蔑するにも値しない」と吐き捨てられたが、軽功は一流である。
独孤求敗
故人。金庸のいくつかの作品に登場する武芸者。独孤九剣を編み出しあまりにも強くなってしまったため、敗北を求め「求敗」を名乗った。
林遠図
故人。林平之の曽祖父。元々は出家していたが、あることがきっかけで還俗した。辟邪剣法を駆使して江湖に覇を唱えたが、実は他人には告げられない秘密があった。

## 剣法と内力
武俠小説に登場する概念。剣法とは剣術など技の切れであり、内力とはその人の体の内部で働く力、気の力の事である。華山派では、かつて、このどちらを重要視するかを巡って争いが起こった。

## 主な流派
華山派
五岳剣派のひとつ。主人公令狐冲が所属していた。現在の総帥岳不群のひとつ前の世代において、剣術を重視する一派と気功を重視する一派に分かれて内紛を起こした。
『碧血剣』にも主人公の属する流派として登場する。
嵩山派
五岳剣派のひとつ。五岳剣派の盟主左冷禅を総帥とし、物語の序盤では五岳剣派の他派の事情にも口を出し、結果衡山派の劉正風一家を滅ぼすなど無道な行為が多かった。
恒山派
尼僧集団。尼僧でありながら剣術に長じ、集団で繰り出される技は独孤九剣に匹敵する。その武芸は「針を包んだ真綿」と表現され、敵の技の威力が強いほど自らの威力も増す。物語が進み令狐冲が総帥に就任すると男も入門するようになる。
青城派
五岳剣派には及ばないが、強い勢力をもつ四川の正派。観主・余滄海とその弟子の青城四秀らが属する。道教の聖地青城山に本拠を置く。正派でありながら、他門派を併合して頂点に立とうと企てている。そのための姦計を次々と仕掛け、混乱の一端を担うことになる。
少林寺
江湖の重鎮。左冷禅や日月神教の野望を阻止するため奔走する。
武当派
張三丰が創始した太極拳、太極剣を伝える。かつて日月神教に宝物のいくつかを奪われ奪回の機会を窺っている。華山派を追放された令狐冲に好意的であり、江湖の安定のために協力を惜しまない。
日月神教
邪教。五岳剣派や少林寺を打ち破り江湖の支配を目論む。倚天屠龍記などに登場する「明教」の流れを汲むと呼ばれ、「明」の字を分解して「日月」神教と名乗っているとの説がある。
五仙教
邪派。毒蛇や毒虫を操り、毒物を用いた技を振るう集団。正派からは裏で「五毒教」と呼ばれている。

## 主な技
辟邪剣譜
林平之一家に伝わる究極の剣法。林平之の曽祖父・林遠図はこれを駆使して江湖に覇を唱えた。しかし、習得するためには秘伝書に書かれた「第一歩」を絶対に実行しなければならず、実行すると子孫が絶えてしまう（林平之の祖父林仲雄は林遠図の養子）。「速さ」を主眼とする。葵花宝典の一部を書き記した物。
72式の剣法。林遠図は「第一歩」を後に残さなかったため、遠図以降のものは不完全な辟邪剣譜しか使えず凡庸な技となった。
葵花宝典
ある宦官が編み出したとされる禁断の武功書で、古くから魔教の教祖のみが見る事を許されていた。その力は想像を絶し、実際に習得した東方不敗には誰も太刀打ちできなかった。習得するためには去勢しなければならず、それゆえの代償として子孫が絶える。
独孤九剣
剣法の達人、独孤求敗によって編み出された無敵の剣法。それ自身は技ではなく、相手の技によって臨機応変に変化する。攻撃の型のみで防御の型がなく、攻撃こそ最大の防御となる。型がないため武術を会得していないように見せ掛けて技を振るうこともできる。内力に頼らず闘うことができるため、内傷を負った令狐冲にも使うことができた。
剣や鞭、弓など数々の武器術を九つに分け、それらに合わせて敵を打ち破る。
吸星大法
『天龍八部』の逍遥派の流れをくむ任我行の絶技で、北冥神功と同様に相手の内力を吸収して自分のものできる。違いは副作用が激しく、吸収した内力を上手く解かないと自分の内力が押し切られて命を落とす。
紫霞功
華山派気宗の秘伝技。これを発動すると内力は倍増し、相手の強力な技をも防御できる。体に紫色の気を纏う。
寒氷真気
左冷禅の編み出した技。強力な冷気を帯びた内力で相手の内力を封じることができる。その威力は凄まじく、任我行の吸星大法さえも一時的に封じた。
易筋経
現実にも存在する少林派に伝わる奥義。作中では内功の極意となっており、習得すれば平凡な技でも絶技になる。

## 書誌情報
単行本
- 徳間書店、岡崎由美 監修、小島瑞紀 訳

1. 殺戮の序曲　1998年4月。ISBN 4-19-860835-0
2. 幻の旋律　1998年5月。ISBN 4-19-860850-4
3. 魔教の美姫　1998年6月。ISBN 4-19-860862-8
4. 天魔 復活す　1998年7月。ISBN 4-19-860876-8
5. 少林寺襲撃　1998年8月。ISBN 4-19-860890-3
6. 妖人 東方不敗　1998年9月。ISBN 4-19-860902-0
7. 鴛鴦の譜　1998年10月。ISBN 4-19-860921-7

文庫本
- 徳間文庫「金庸武侠小説集」、同上

1. 殺戮の序曲　2007年6月。ISBN 978-4-19-892611-3
2. 幻の旋律　2007年7月。ISBN 978-4-19-892630-4
3. 魔教の美姫　2007年8月。ISBN 978-4-19-892643-4
4. 天魔 復活す　2007年9月。ISBN 978-4-19-892659-5
5. 少林寺襲撃　2007年10月。ISBN 978-4-19-892677-9
6. 妖人 東方不敗　2007年11月。ISBN 978-4-19-892690-8
7. 鴛鴦の譜　2007年12月。ISBN 978-4-19-892703-5

## 映像化作品
映画
- 『笑傲江湖』 香港 1978年 - 汪禹（令狐冲）、施思（任盈盈）※日本未公開
- 『スウォーズマン 剣士列伝』（原題：笑傲江湖） 香港 1990年 - サミュエル・ホイ（令狐冲）、チョン・マン（任盈盈）
- 『スウォーズマン 女神伝説の章』（原題：笑傲江湖之二 東方不敗） 香港 1992年 - ジェット・リー（令狐冲）、ロザムンド・クワン（任盈盈）。美貌の怪人・東方不敗（演：ブリジット・リン）の妖しい魅力は世間を魅了し、その名前はアニメ『機動武闘伝Gガンダム』の登場人物の元ネタにもなった（同作には、モビルファイター「ウォルターガンダム」の異名として「笑傲江湖」という名称も登場する）。
  - 『スウォーズマン 女神復活の章』（原題：東方不敗 風雲再起） 香港 1993年 - ブリジット・リン主演。前作での人気を受けて東方不敗を主役として作られたスピンオフ作品。

ドラマ
- 『笑傲江湖』 無綫電視（TVB） 香港 1984年 - チョウ・ユンファ（令狐冲）、陳秀珠（任盈盈）※日本未公開
- 『笑傲江湖』 台湾電視公司（TTV） 台湾 1985年 - 梁家仁（令狐冲）、劉雪華（任盈盈）※日本未公開
- 『笑傲江湖』 無綫電視（TVB） 香港 1996年 - 全40話。呂頌賢（令狐冲）、梁珮玲（任盈盈）※日本未公開
- 『スウォーズマン 笑傲江湖』（原題：笑傲江湖） 中国電視公司（CTV） 台湾・香港 2000年 - 全53話。リッチー・レン（令狐冲）、アニタ・ユン（任盈盈）
- 『笑傲江湖』 メディアコープ シンガポール 2000年 - 全40話。馬景涛（令狐冲）、范文芳（任盈盈）※日本未公開
- 『笑傲江湖』 中央電視台（CCTV） 中国 2001年 - 全40話。リー・ヤーポン（令狐冲）、シュイ・チン（任盈盈）
- 『月下の恋歌 笑傲江湖』 華夏視聴環球伝媒集団有限公司 中国 2013年 - 全42話。ウォレス・フォ（令狐冲）、ユエン・シャンシャン（任盈盈）
- 『笑傲江湖 レジェンド・オブ・スウォーズマン（中国語版）』 YOUKU 中国 2018年 - 全37話。ディン・グワンセン（令狐冲）、シュエ・ハオジン（任盈盈）

ゲーム
- 『笑傲江湖』 - 開発：株式会社オーバーランド、販売：ソースネクスト、イラスト：平凡（公式サイト）
- 『笑傲江湖 iアプリ』 - ハドソン（公式サイト）
- 『ストリートファイター オンライン』 2008年 - 令狐冲がキャラクターとして登場

コミック
- 『笑傲江湖』画：李志清（香港）